# Gouvernement Kostroma

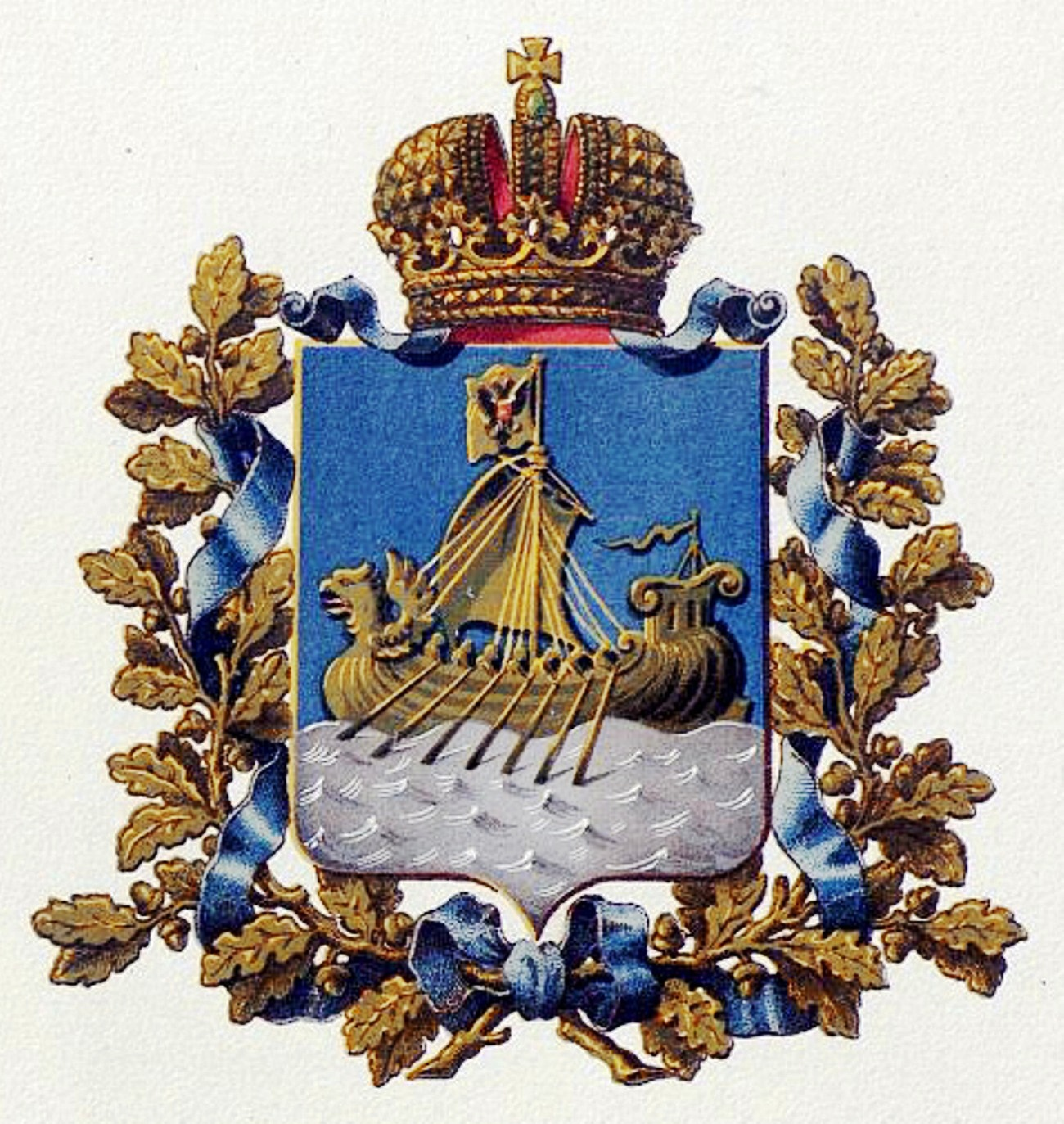
Wappen des Gouvernements

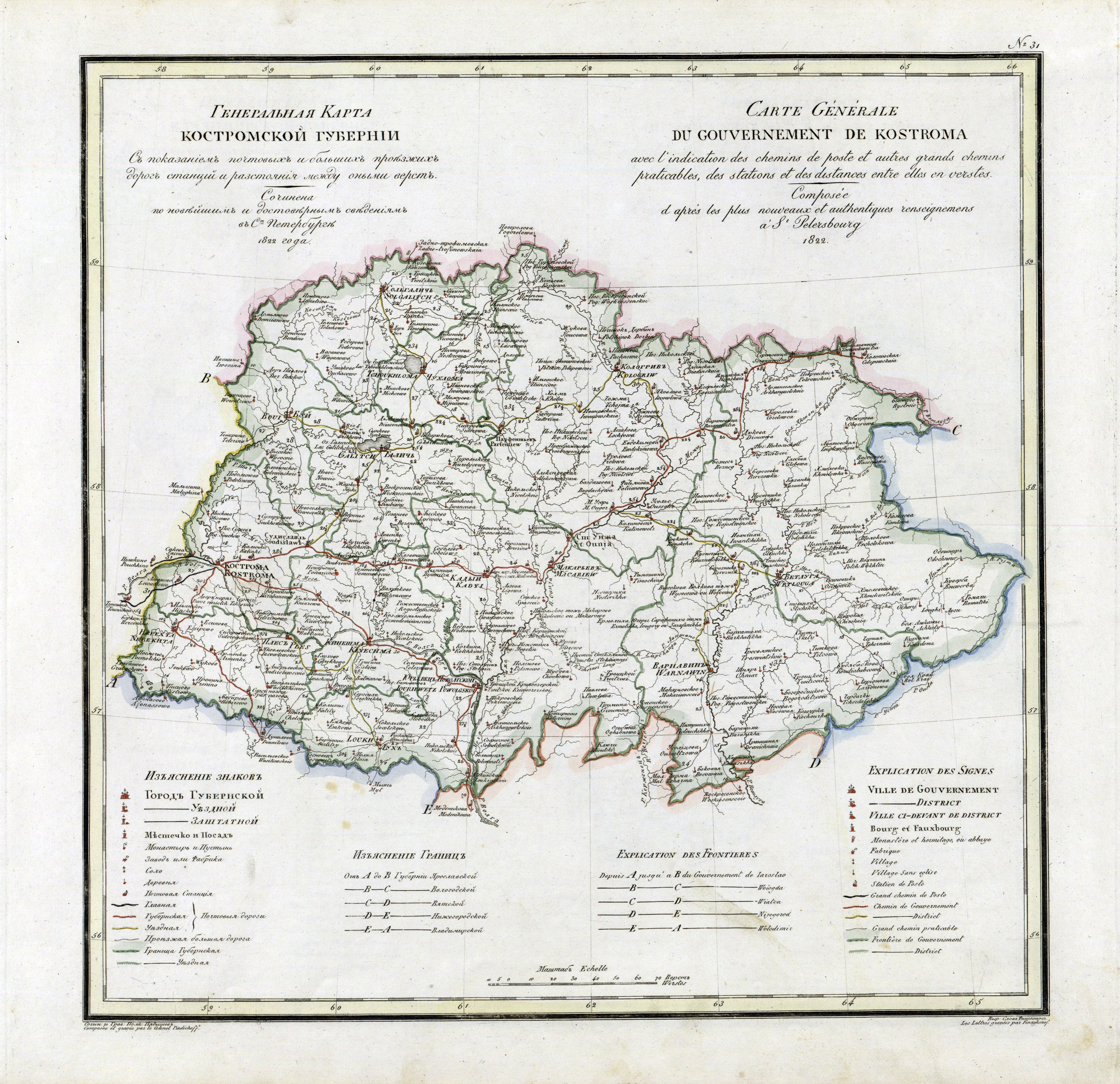
Karte aus dem Jahr 1822 (Russisch-Französisch)

Das Gouvernement Kostroma (russisch Костромская губерния/Kostromskaja gubernija) war eine Verwaltungseinheit des Russischen Kaiserreichs und der Russischen Sozialistischen Föderative Sowjetrepublik (SFSR), gelegen im Zentrum des Europäischen Russland. Es bestand von 1796 bis 1929 und die Hauptstadt war Kostroma. Das Gouvernement grenzte im Norden an das Gouvernement Wologda, im Osten an das Gouvernement Wjatka, im Südosten an das Gouvernement Nischni Nowgorod, im Südwesten an das Gouvernement Wladimir und im Westen an das Gouvernement Jaroslawl.

## Geschichte
Das Gouvernement wurde 1796 aus der Statthalterschaft Kostroma gebildet. Das Gouvernement Kostroma bestand noch bis 1929 als Teil der Russischen SFSR der Sowjetunion. Nach der Auflösung wurde sein Territorium den neuen Verwaltungseinheiten Industrie-Oblast Iwanowo und Oblast bzw. Krai Nischni Nowgorod zugeschlagen.

## Umfang
Bei der ersten russischen Volkszählung im Jahre 1897 wurden auf 73.809,1 Quadratwerst (= 84.001 km²) 1.387.015 Einwohner gezählt (16/km²). Die Bevölkerung bestand zu über 99 % aus Russen und ca. 7 % wohnten in Städten. Die Hauptstadt Kostroma zählte 33.012 Einwohner.
Im Jahre 1926 umfasste das Gouvernement 33.647 km² mit 811.619 Einwohnern (24/km²). 

## Gliederung
Nachdem bei der Bildung des Gouvernements 1796 die Städte Bui, Kady, Luch und Pljos ihren Status als Ujesd-Stadt verloren hatten, bestanden seit 1802 zwölf Ujesde:
- Bui (1802 erneuert)
- Galitsch
- Jurjewez (1918 zum Gouvernement Iwanowo-Wosnessensk)
- Kineschma (1918 zum Gouvernement Iwanowo-Wosnessensk)
- Kologriw
- Kostroma
- Makarjew (1922 zum Gouvernement Iwanowo-Wosnessensk)
- Nerechta (1918 Teile zum Gouvernement Iwanowo-Wosnessensk)
- Soligalitsch
- Tschuchloma
- Warnawin (1922 zum Gouvernement Nischni Nowgorod)
- Wetluga (1922 zum Gouvernement Nischni Nowgorod)

1918 wurde der Ujesd Kowernino gebildet und 1922 wieder aufgelöst.